# 瓦莱圣尼科劳
瓦莱圣尼科劳（義大利語：Valle San Nicolao），是意大利比耶拉省的一个市镇。总面积14平方公里，人口1132人，人口密度80.9人/平方公里（2009年）。ISTAT代码为096074。